# Szpinak czyni cuda!
Szpinak czyni cuda! (czes. Což takhle dát si špenát) – czechosłowacki film komediowy z 1977 roku.

## Treść
Zemanek i Liška trafiają do więzienia, oskarżeni o dokonywanie oszustw w swoim zakładzie pracy. Po jego opuszczeniu znajdują nowe zatrudnienie u wynalazcy – docenta Mlejnka, testującego na krowach nowe urządzenie, które ma odmładzać zwierzęta tak, aby dawały więcej mleka. Wynalazek zostaje wykradziony przez właściciela zakładu kosmetycznego działającego przy Hotelu Imperial, który z kolei chce go wykorzystać do przeprowadzania zabiegów odmładzających u swych klientek. Możliwości urządzenia są sprawdzane na Zemanku i Lišce, nieświadomych tego, że promieniowanie urządzenia w połączeniu ze zjedzeniem szpinaku powoduje cofnięcie się aż do dzieciństwa. Bohaterowie budzą się nazajutrz jako dziesięcioletni chłopcy. Uruchamia to ciąg niesłychanych i chaotycznych zdarzeń. 
Tytułową piosenkę wykonuje Jiří Schelinger z zespołem Diskobolos.

## Obsada
- Vladimír Menšík jako Zemánek
- Jiří Sovák jako Liška
- Iva Janžurová jako Libuša Lišková i Marcelka Lišková
- František Filipovský jako ojciec Liški
- Stella Zázvorková jako donia Izabela Lopez
- Josef Somr jako Juan Pereira
- Petr Kostka jako Carlos Pereira
- Juraj Herz jako Netušil, kierownik zakładu kosmetycznego
- Čestmír Řanda jako docent Mlejnek
- Bedřich Prokoš jako profesor Neubauer
- Eva Hudečková jako Maria
- Ivana Maříková jako Lenka
- Petr Přívozník jako Mirek
- Petr Nárožný jako szef kuchni hotelu Imperial
- Vladimír Hrubý jako gość hotelowy
- Míla Myslíková jako Růženka
- Jan Kraus jako milicjant
- Zdeněk Braunschläger jako milicjant
- Michal Kocourek jako Zemánek-dziecko
- Ondřej Hach jako Liška-dziecko